# L'apocalisse dell'amore
L'apocalisse dell'amore (Aşkın Kıyameti) è un film drammatico turco del 2022 diretto da Hilal Saral.

## Trama
Fırat è un giovane che lavora nel campo della pubblicità e sta attraversando un periodo difficile nella sua vita professionale e personale. Per allontanarsi dalla pressione e ritrovare il suo equilibrio psicologico, decide di partecipare ad un corso di yoga. Lì incontra Lidya, una giovane cantante con senso dell'umorismo e una personalità indipendente. Tra loro si sviluppa una relazione emotiva speciale nell'atmosfera pacifica della natura. Ma le profonde differenze tra loro nel modo di pensare e nella visione della vita fanno sì che la loro relazione debba affrontare.

## Distribuzione
Il film è stato distribuito sulla piattaforma Netflix il 20 giugno 2022.